# Schwarzer See (Cambs)
Der Schwarze See bei Cambs liegt in der Sternberger Seenlandschaft östlich des Schweriner Sees. Am Südufer befindet sich der Cambser Ortsteil Brahlstorf. Fast das gesamte Ufer ist bewaldet. Der Schwarze See wird von der Motel durchflossen und entwässert somit über den Weißen See und den Cambser See in die Warnow. Der Zufluss erfolgt aus einem Feuchtgebiet im Norden. Der See ist ungefähr 500 Meter lang und ungefähr 300 Meter breit.
Der Schwarze See liegt östlich der Nordsee-Ostsee-Wasserscheide.

## Sage
Wo heute der Schwarze See bei Cambs ist, lag einer Sage nach in alten Zeiten ein Krug. Dort ging es immer hoch her. Da hatte der Teufel das Sagen. Die Fiedel kreischte Tag und Nacht und sonntags wie wochentags. Einmal kam dort ein Wagen mit einem Sarg vorbei. Eine Mutter von acht Kindern lag darin. Einer vom Trauergefolge ging hinein und sagte, dass sie mit der Musik einhalten sollten wegen des Leichenzuges. Man lachte ihn aus, worauf der Krüger ihn hinausschmiss. Kaum war er draußen, sprengte ein Reiter in einem roten Mantel heran. Er sprang vor dem Krug vom Pferd und befahl eine halbe Stunde Pause. Auch ihn wiesen sie die Tür. Nach einer weiteren Stunde erschien ein Mann in langen, weißen Kleidern. Er prophezeite der übermütigen Gesellschaft im Krug den Untergang, wenn sie nicht sofort für eine Stunde schweigen würden. Die Gäste schmissen nach ihm mit allem, was ihnen in die Finger kam. Aber als der Mann raus war, gab es einen lauten Knall. Der Krug mitsamt seinen Gästen versackte in der Erde, und es bildete sich der Schwarze See.